# Cimetière de Sorvali
Le cimetière de Sorvali (en russe : Со́рвальское кла́дбище Sorvalskoïé kladbichtche, en finnois : Sorvalin hautausmaa), est un cimetière situé à Vyborg en Russie. Il date de 1798 et se trouve sur l'île de la Garde (Gvardeïski) dans la partie Ouest de Vyborg, non loin du parc de Monrepos. C'est aujourd'hui un espace vert avec des bosquets et des tombes abandonnées.

## Histoire et description

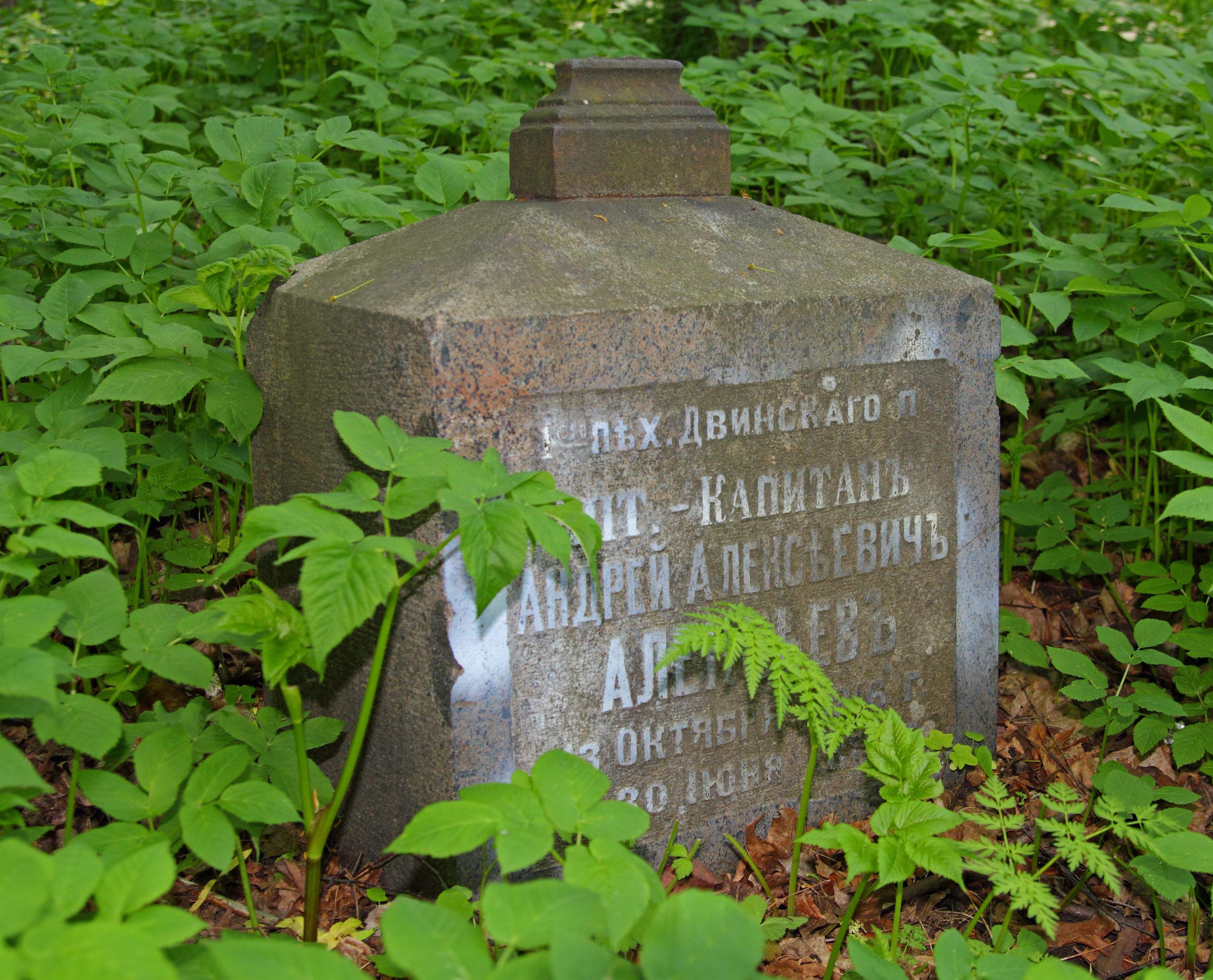
une des tombes russes du cimetière.

Le cimetière ouvre en 1798 à Sorvali et en 1801 un morceau de terrain du manoir de Mon Repos lui est dévolu. Il est divisé en parcelles des différentes paroisses urbaines et rurales de Vyborg en 1881. Il est agrandi en 1924. La première inhumation de la nouvelle partie du cimetière a lieu en 1930.
Le cimetière s'étend sur 4,7 hectares. Il est alors divisé en trois parties: le cimetière russe de 3,61 hectares; le cimetière finnois de 0,93 hectare et le cimetière suédois et allemand, de 0,12 hectare.
À l'époque soviétique, une part significative du cimetière est démolie pour la construction d'une autoroute et une grande partie des monuments est détruite. Toutes les croix des tombes sont abattues.
Au début de l'année 2007, c'est le départ du projet russo-finlandais « Le parc mémoriel de Sorvali: notre patrimoine culturel commun ». Ce projet est financé par l'Union européenne en une année.
Le 12 octobre 2016, a lieu l'inauguration du mémorial « Les Insoumis », dédié aux militaires prisonniers des Finnois, libérés en 1944, et aux combattants de la Grande Guerre patriotique qui moururent dans les hôpitaux de Vyborg. Au centre d'une chapelle commémorative stylisée en granit gris, sur une petite plate-forme pavée de galets, se dresse une stèle de quatre piliers surmontés d'une croix, sur lesquels figurent des tablettes portant les noms de 144 prisonniers de guerre. quatre arcs-portails l'entourent, symbolisant le lien des saisons. On y lit : « Insoumis » et « 1941-1945 »,.

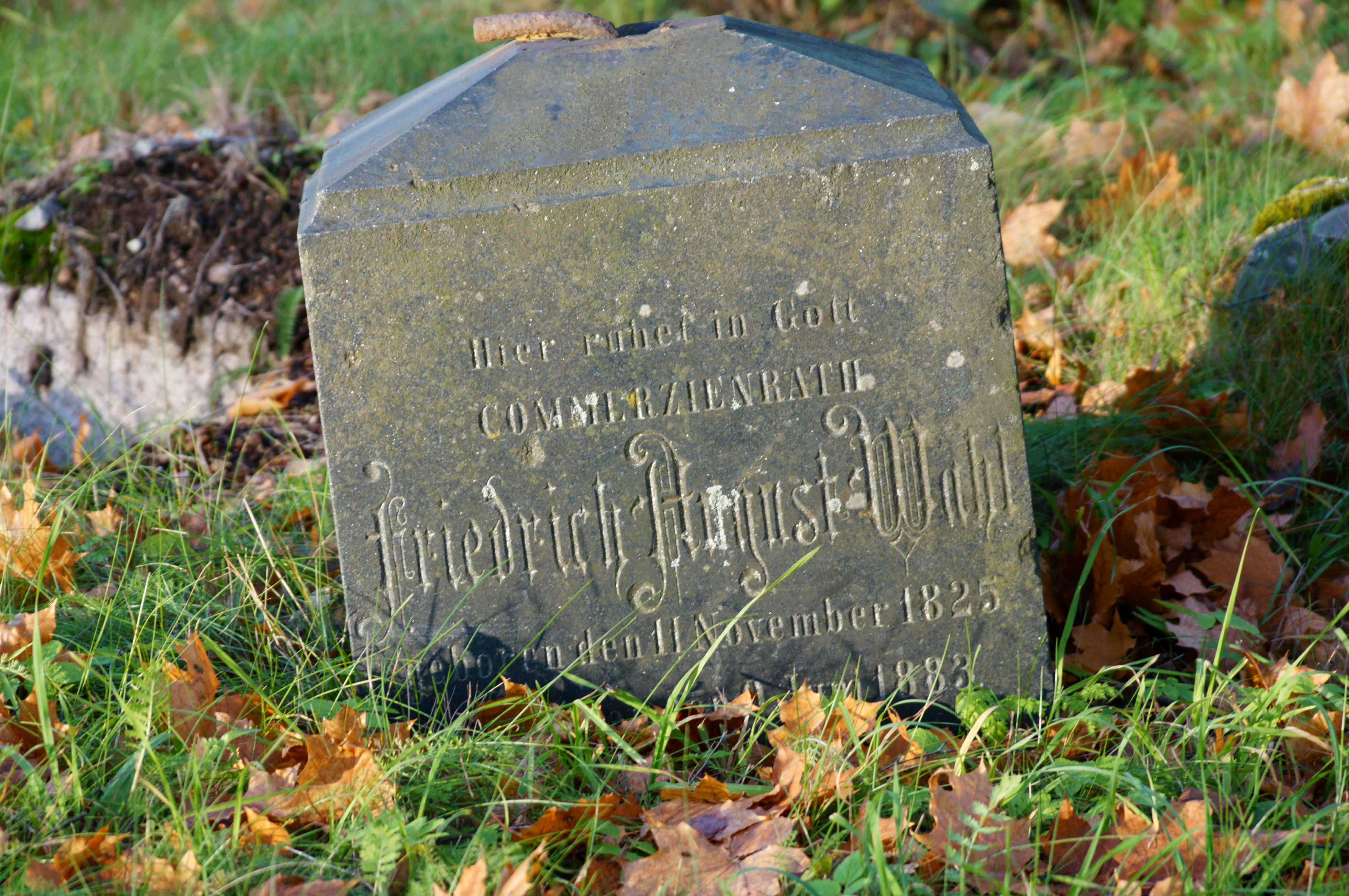
Tombe allemande abandonnée.
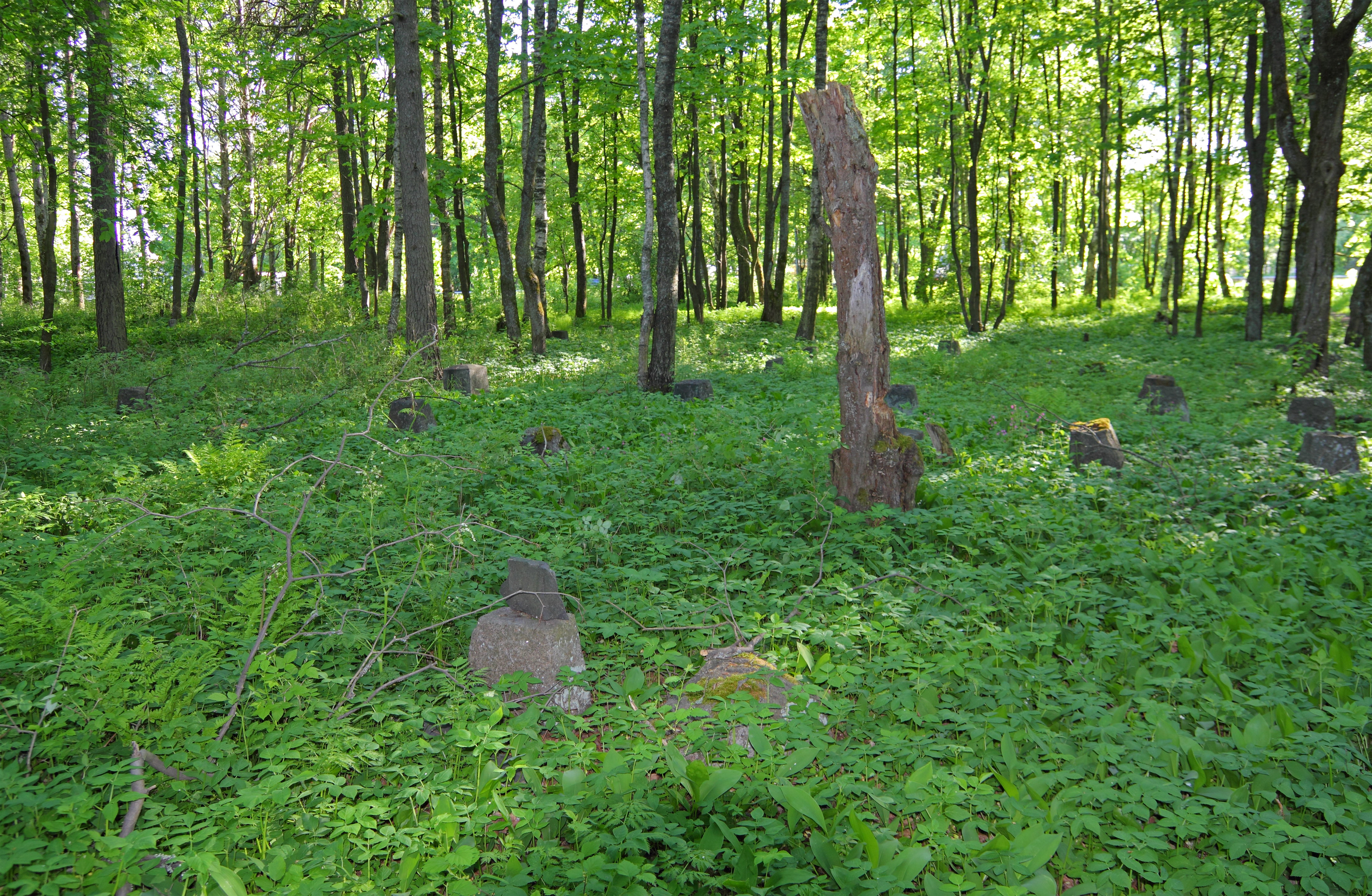
Vue du cimetière avec des tombes dont les croix ont été démolies.
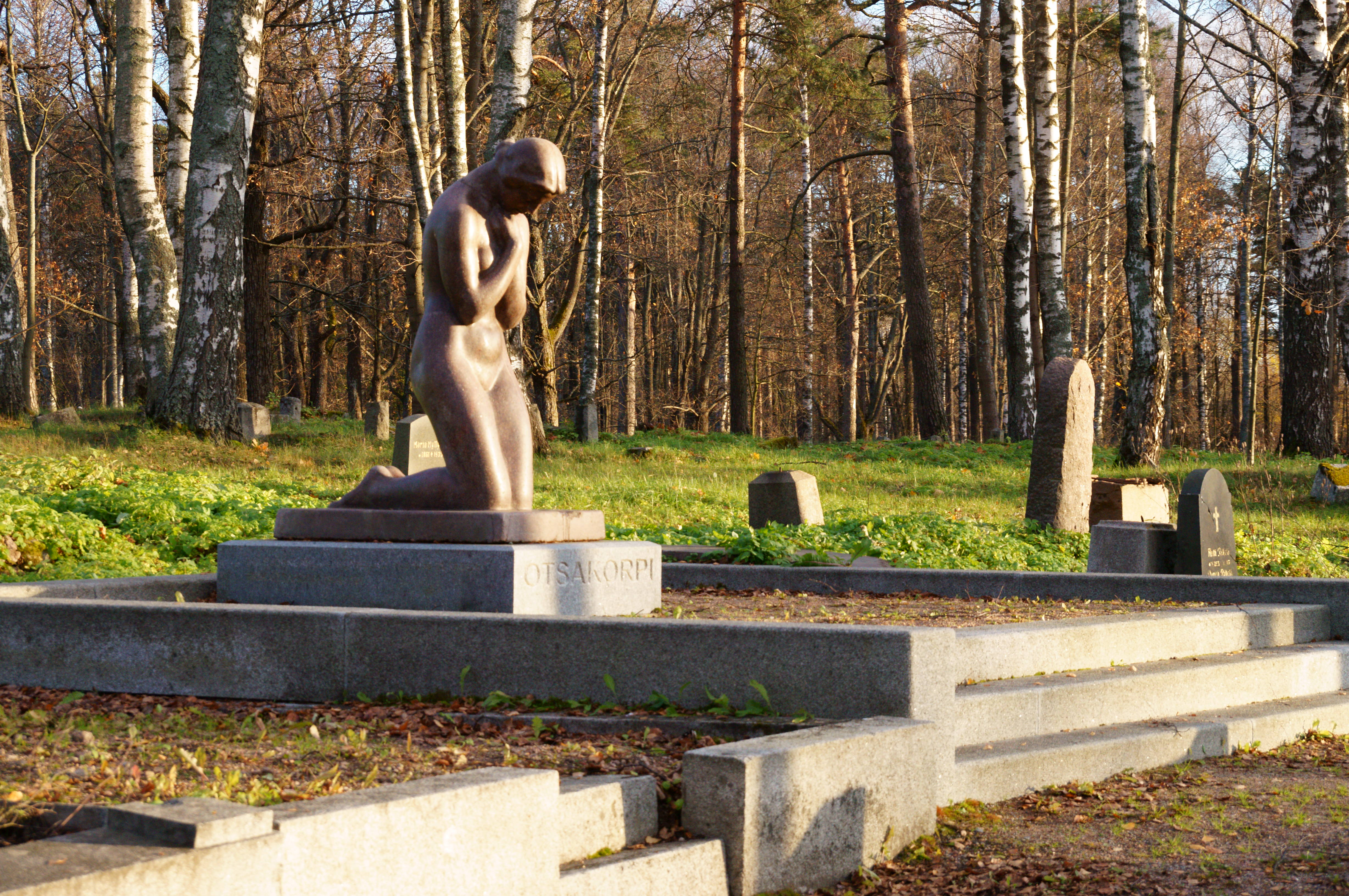
Sépulture de William Otsakorpi (1870-1927).

## Personnalités
- Oskari Friman (1893-1933), champion de lutte gréco-romaine
- Wilhelm Hackman (1842-1925), entrepreneur
- Julius Krohn (1835-1888), écrivain
- Ludwig Heinrich von Nicolay (1837-1820), poète, président de l'Académie des sciences de Saint-Pétersbourg
- William Otsakorpi (1870-1927), homme d'affaires et mécène